# Parròquia de Natchitoches
Natchitoches (en francès: Paroisse des Natchitoches o Les Natchitoches) és una parròquia a l'estat nord-americà de Louisiana. D'acord al cens del 2010 tenia 39.566 persones. La seu de la parròquia és la ciutat de Natchitoches. La parròquia es va formar l'any 1805.
L'Àrea Estadística Micropolitana de Natchitoches, inclou tota la parròquia de Natchitoches. Aquest és el cor de la comunitat criolla de Cane River de Louisiana, gent lliure de color i descendència de races mestisses que es van establir aquí durant el període anterior a la guerra. Els seus descendents continuen sent catòlics i molts encara són francòfons. El Cane River National Heritage Area inclou la parròquia. Entre els diversos llocs històrics de la parròquia hi ha l'església de la parròquia de St. Augustine (Ille Brevelle), una destinació a la ruta del patrimoni afroamericà de Louisiana, fundada el 2008.
Inclou àmplies dependències a les plantacions Magnolia i Oakland, el Cane River Creole National Historical Park interpreta la història i la cultura criolla de Louisiana. També es troba al Heritage Trail.

## Història
El maig de 1861 els homes lliures de color de la zona coneguda com Isle Brevelle van començar a organitzar dues companyies de milícies. Altres homes lliures de color de Campti i aquella zona es van allistar a l'Exèrcit Confederat durant la guerra; i es creu que van ser acceptats en una empresa predominantment blanca a causa de la seva acceptació de llarga data a la comunitat. Moltes de les persones lliures de color estaven relacionades amb famílies blanques de llarga data de la parròquia, que les reconeixien.

## Geografia

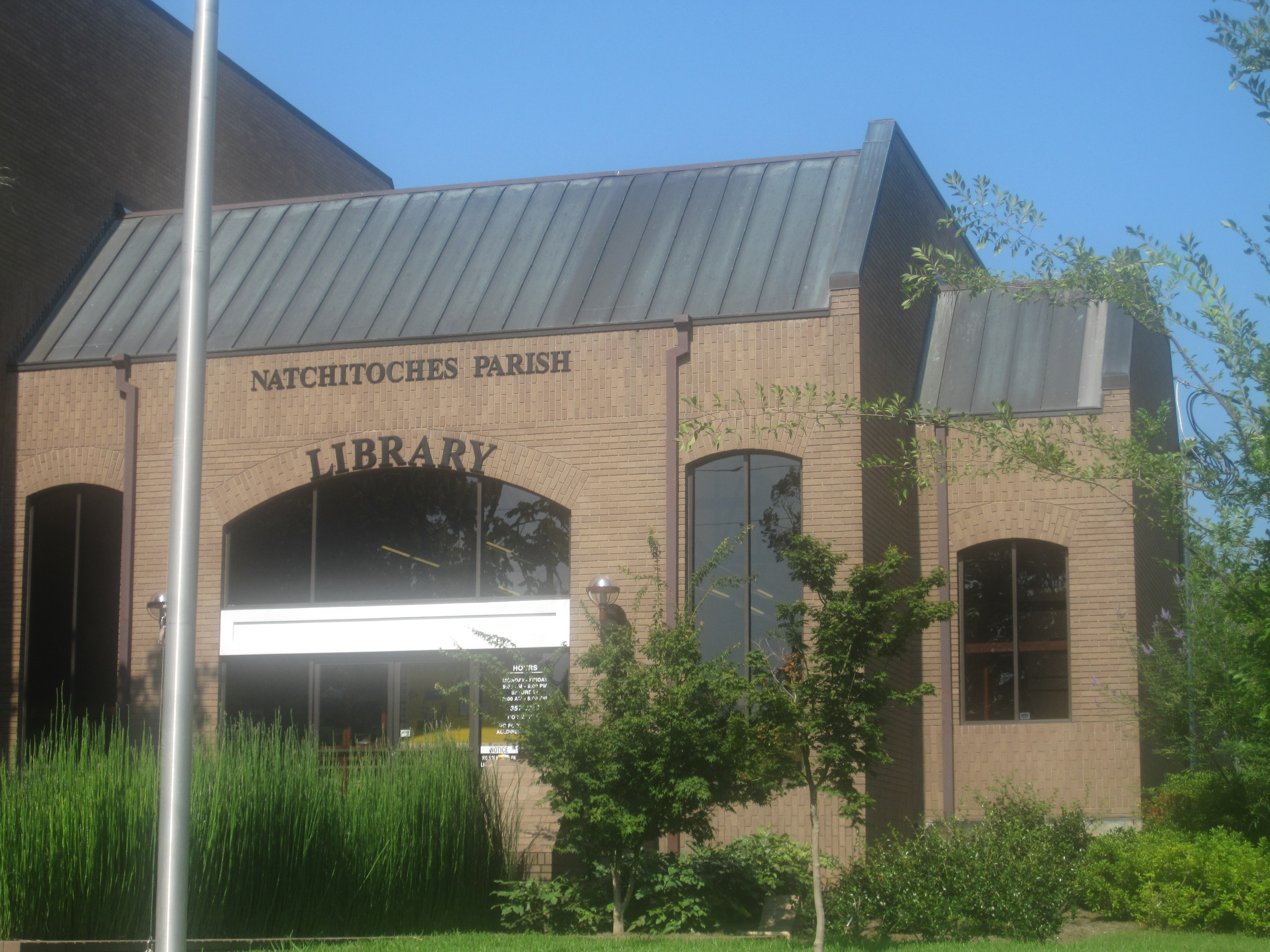
Biblioteca de Natchitoches.

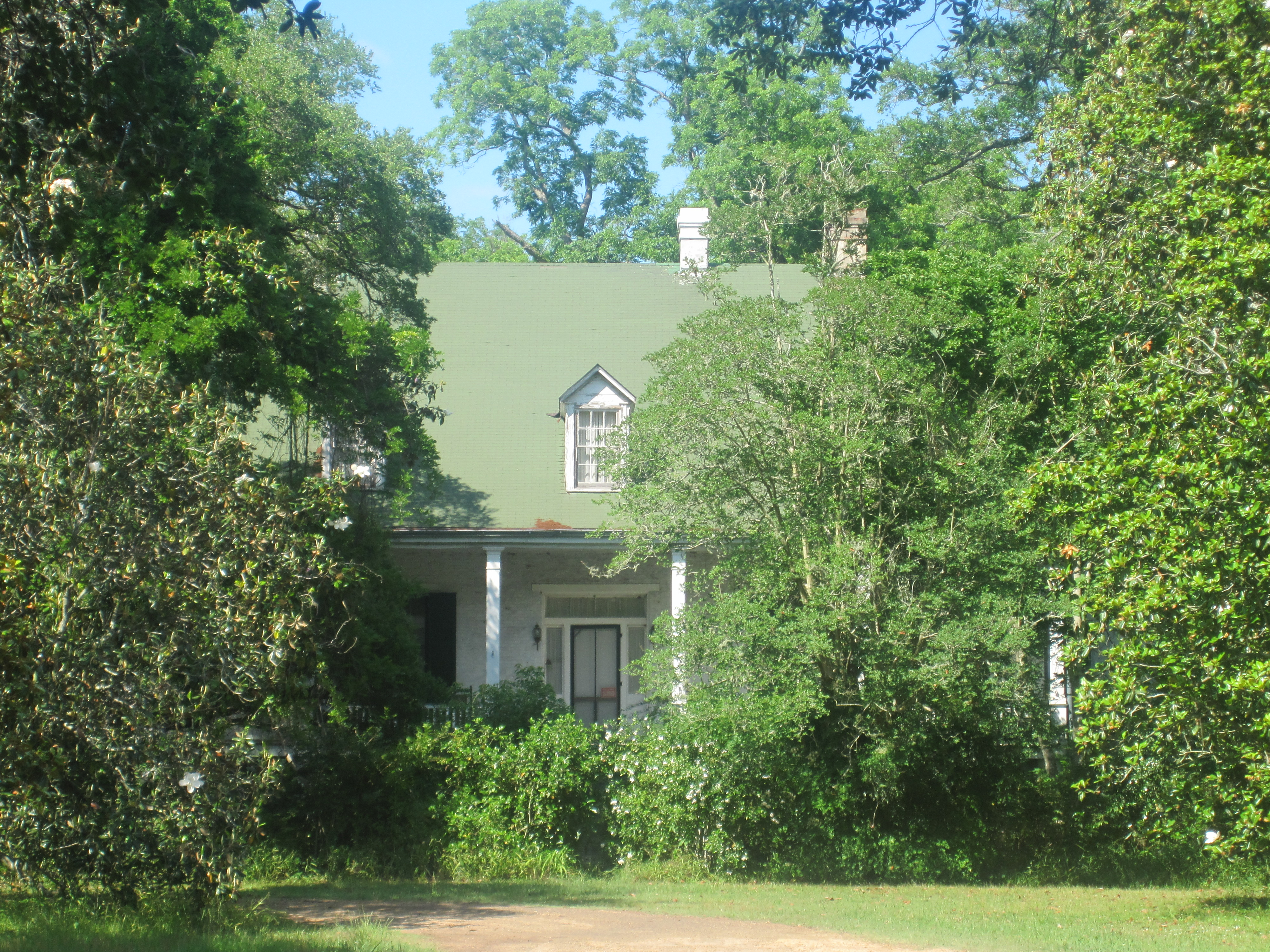
Amagada pels arbres, la plantació Magnolia es troba al parc històric nacional crioll del riu Cane.

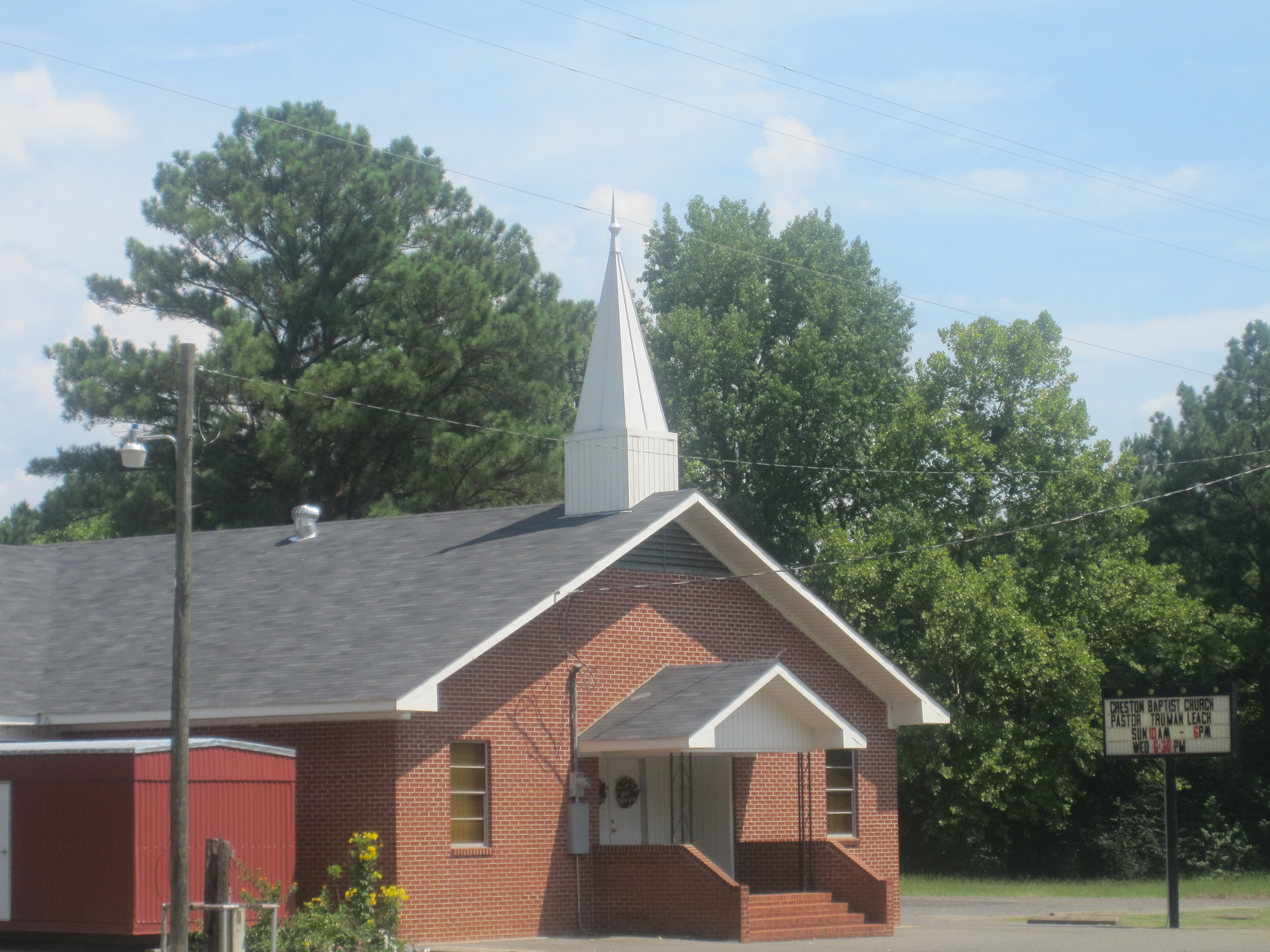
Església Baptista de Creston es troba a les interseccions de les carreteres que condueixen a Ashland, Goldonna i Readhimer

Segons l'Oficina del Cens la parròquia té una superfície total de 1,299 milles quadrades (3,360 km2), de les quals 1,252 milles quadrades (3,240 km2) son terra ferma i 47 milles quadrades (120 km2) (3,6%) és cobert per l'aigua. És la quarta parròquia més gran de Louisiana pel que fa a la superfície terrestre. Els principals recursos d'aigua subterrània de la parròquia de Natchitoches, des de la superfície fins a les més profundes, inclouen els aqüífers de Red River alluvial, upland terrace, Sparta, i Carrizo-Wilcox.

## Demografia

### Cens del 2020
| carrera                        | Número | Percentatge |
| ------------------------------ | ------ | ----------- |
| Blanc (no hispà)               | 18.898 | 50,37%      |
| Negre o afroamericà (no hispà) | 14.857 | 39,6%       |
| Natiu americà                  | 284    | 0,76%       |
| asiàtic                        | 166    | 0,44%       |
| Illenc del Pacífic             | 19     | 0,05%       |
| Altres/Mixtes                  | 1.801  | 4,8%        |
| hispà o llatí                  | 1.490  | 3,97%       |

Segons el cens dels Estats Units del 2020 la parròquia tenia 37.515 habitants, 14.659 habitatges i 7.538 famílies.

### Cens de 2010
Segons el cens del 2010 hi vivien 39.566 persones. El 54,3% eren blancs, el 41,4% negres o afroamericans, l'1,0% nadius americans, el 0,3% asiàtics, el 0,9% d'alguna altra raça i el 2,1% de dues o més races. L'1,9% eren hispans o llatins (de qualsevol raça).

### Cens de l'any 2000
Segons el cens del 2000 la parròquia tenia 39.080 habitants, 14.263 habitatges i 9.499 famílies. La densitat de població era de 31 habitants per milla quadrada (12 hab./km²). Hi havia 16.890 habitatges amb una densitat mitjana de 14 habitants per milla quadrada (5 hab./km²). La composició racial de la parròquia era de 57,85% blancs, 38,43% negres o afroamericans (42% el 2010), 1,08% nadius americans, 0,44% asiàtics, 0,02% illencs del Pacífic, 0,92% d'altres races i 1,27% de dues o dues races. més curses. L'1,45% de la població era hispà o llatí de qualsevol raça.
Dels 14.263 habitatges en un 33,00% hi vivien nens de menys de 18 anys, en un 45,30% hi vivien parelles casades, en un 17,70% dones solteres i en un 33,40% no eren unitats familiars. En el 27,10% dels habitatges hi vivien persones soles el 10,90% de les quals corresponia a persones de 65 anys o més que vivien soles. El nombre mitjà de persones vivint en cada habitatge era de 2,56 i el nombre mitjà de persones que vivien en cada família era de 3,14.
A la parròquia es repartia la població, amb un 26,00% menors de 18 anys, un 17,90% entre 18 i 24, un 24,30% entre 25 i 44, un 19,70% entre 45 i 60 i un 12,10% 65 anys o més. La mitjana d'edat era de 30 anys. Per cada 100 dones hi havia 90,60 homes. Per cada 100 dones de 18 o més anys hi havia 85,80 homes.
La renda mediana per habitatge era de 25.722 $ i la renda mediana per família de 32.816 $. Els homes tenien una renda mediana de 29.388 $ mentre que les dones 19.234 $. La renda per capita de la parròquia era de 13.743 $. Al voltant del 20,90% de les famílies i el 26,50% de la població estaven per davall del llindar de pobresa, incloent el 32,70% dels menors de 18 anys i el 19,00% dels 65 o més.

## Resultats electorals
Fins a finals del segle XX la parròquia de Natchitoches era típicament demòcrata a les eleccions més competitives. Però les afiliacions als partits han canviat i, com la majoria del sud profund, tenen un caràcter ètnic i demogràfic diferent. Com que els afroamericans van aconseguir certs guanys en virtut de la legislació dels drets civils i han pogut votar de nou des de finals dels anys seixanta, han donat suport al Partit Demòcrata. La majoria dels conservadors blancs han abandonat aquest partit i s'han afiliat al Partit Republicà, com ha quedat obvi en els resultats parroquials a les eleccions presidencials des del 2000. Aquests resultats reflecteixen el desglossament demogràfic de la parròquia, on els blancs constitueixen una lleugera majoria.
L'últim demòcrata que va guanyar a la parròquia de Natchitoches a nivell presidencial va ser el fill natiu del sud, Bill Clinton d'Arkansas el 1996, que va rebre 8.296 vots (54,7%), en comparació amb les 5.471 paperetes del republicà Bob Dole (36,1%). Ross Perot del Reform Party, va atreure 1.053 vots (6,9%).
En les seves primeres i disputades eleccions de 2000, Bush va superar el llavors vicepresident Al Gore a la parròquia de Natchitoches, 7.332 (49,4%) a 6.924 (46,6%). Pat Buchanan com a candidat del Partit Reformista, va rebre 271 vots (1,8 per cent).
El senador nord-americà John McCain d'Arizona va guanyar a Natchitoches davant Barack Obama a les eleccions del 2008, 9.054 vots (53,1%) vers 7.801 vots (45,7%). Els resultats presidencials del 2004 a la parròquia de Natchitoches van ser similars als de 2008 i 2012, amb el president nord-americà George Bush imposant-se al senador nord-americà John Kerry, 9.261 (54,6%) i 7.398 (43,6%).
El 2012 el candidat republicà a la presidència Mitt Romney va guanyar a la parròquia amb 9.077 vots (52,6 per cent) als 7.942 vots del president nord Barack Obama (46 per cent). A nivell de parròquia, l'antic representant estatal Rick Nowlin, un republicà, es va convertir en el primer president electe del nou govern de la parròquia de Natchitoches, que substituïa l'antic sistema del Police jury parroquial de Natchitoches. Nowlin va rebre 9.283 vots (59,2%) davant els 6.393 del demòcrata Gerald "Jerry" Longlois (40,8%). La parròquia de Natchitoches va emetre el 73% de les seves urnes per al representant republicà dels Estats Units John Fleming, que només es va enfrontar a l'oposició d'un candidat del Partit Llibertari.

## Educació
El Consell Escolar Parroquial de Natchitoches gestiona escoles públiques locals.
Les escoles parroquials inclouen: Cloutierville Elementary & Junior High School,
East Natchitoches Elementary & Middle High School,
Fairview Alpha Elementary & Junior High School,
Frankie Ray Jackson, Sr. Technical Center,
George L. Parks Elementary & Junior High School,
Goldonna Elementary & Junior High School,
L.P. Vaughn Elementary & Junior High School,
Lakeview High School,
M.R. Weaver Elementary,
Marthaville Elementary & Junior High School,
Natchitoches Central High School,
Natchitoches Magnet School,
NSU Elementary Laboratory School,
NSU Middle Laboratory School, and
Provencal Elementary & Junior High School.
Es troba a l'àrea de servei del Bossier Parish Community College.

## Localitats
Ciutat

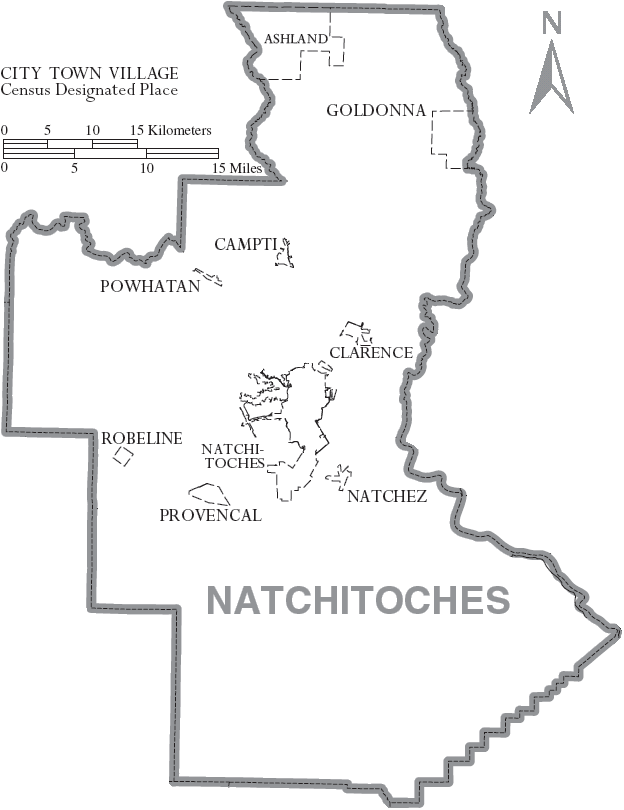
Mapa de la parròquia de Natchitoches, amb comunitats

- Natchitoches (seu parroquial i municipalitat més gran)

Poble (town)
- Campti

Viles (villages)
- Ashland
- Clarence
- Goldonna
- Natchez
- Powhatan (la municipalitat més petita)
- Provencal
- Robeline

Llocs designats pel cens
- Point Place
- Vienna Bend

Altres comunitats no incorporades
- Ajax
- Allen
- Bellwood
- Bermuda
- Bethel
- Chestnut
- Chopin
- Cypress
- Cloutierville
- Creston
- Derry
- Fairview Acres
- Fairview Alpha (també a la parròquia de Red River)

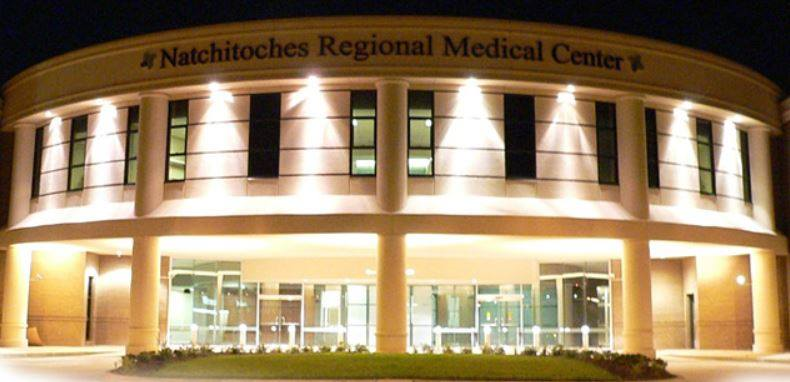
Centre Mèdic Regional de Natchitoches a Natchitoches

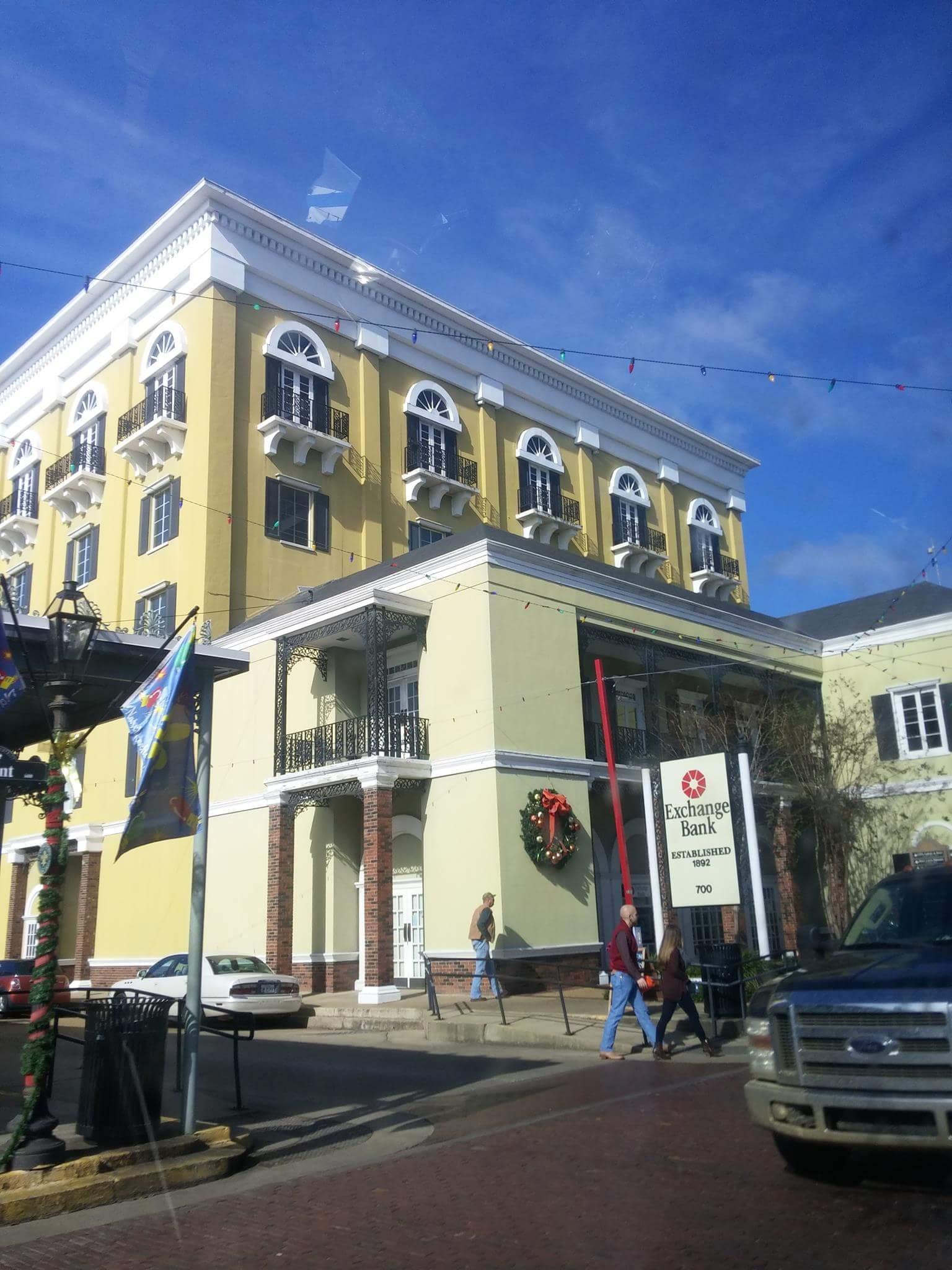
Exchange Bank a Natchitoches és l'edifici més alt del centre de Natchitoches

- Flora
- Gorum
- Grand Ecore
- Grappes Bluff
- Hagewood
- Irma
- Janie
- Kile
- King Hill
- Marthaville
- Melrose
- Mink
- Mora
- Pleasant Hill
- Readhimer
- Timon
- Victoria
- Vowells Mill
- Westlake

## Personatges il·lustres
- Curtis Boozman (1898-1979), membre de la Cambra de Representants de Louisiana de Natchitoches (dos mandats: 1952-1956 i 1960-1964).[17]
- Leopold Caspari (1830-1915), comerciant a Cloutierville de 1849 a 1858 i després home de negocis i banquer a Natchitoches. Va servir de manera no consecutiva a les dues cambres de la Legislatura de l'estat de Louisiana entre 1884 i 1914.[18]
- Monnie T. Cheves (1902-1988), professora de la Northwestern State University; membre de la Cambra de Representants de Louisiana de 1952 a 1960[19]
- Charles Milton Cunningham (1877-1936), educador, advocat, Police jury, senador estatal, editor de The Natchitoches Times[20]
- William Tharp Cunningham (1871-1952), plantador, advocat, jutge de l'11è Districte Judicial de les parròquies de Natchitoches i Red River, membre de la Cambra de Representants de Louisiana de 1908 a 1912, nascut a la parròquia de Natchitoches el 1871[21]
- Andrew R. Johnson (1856–1933), senador de l'estat de Louisiana i antic alcalde de Homer, el 1901 va nomenar i vendre lots per establir el poble d'Ashland a la parròquia de Natchitoches.[22]
- Bob Reese (1929-2004), copresident del Comitè Executiu Republicà de la Parròquia de Natchitoches, 1968-2004.
- Roy Sanders (1904-1976), educador que va servir de la parròquia de Natchitoches a la Cambra de Representants de Louisiana de 1948 a 1952[23]
- Ray Tarver (1921-1972), dentista de Natchitoches que va representar la Parròquia de Natchitoches a Louisiana House de 1964 a 1968; criat a la comunitat de Hagewood a la parròquia de Natchitoches[24]